# Majcz Wielki
Majcz Wielki (niem. Maitz See) – jezioro w woj. warmińsko-mazurskim, w pow. mrągowskim, w gminie Mikołajki, leżące na terenie Pojezierza Mrągowskiego.

## Morfometria
Powierzchnia zwierciadła wody według różnych źródeł wynosi od 151,0 ha do 163,5 ha do 164 ha.
Zwierciadło wody położone jest na wysokości 124,6 m n.p.m. lub 125,2 m n.p.m. Średnia głębokość jeziora wynosi 6,0 m, natomiast głębokość maksymalna 16,4 m.
W oparciu o badania przeprowadzone w 2004 roku wody jeziora zaliczono do II klasy czystości.

## Charakterystyka
Łączy się małym ciekiem z jeziorem Inulec. Północny, wschodni i zachodni brzeg jeziora w większości posiada dno żwirowe. Na południu w większej części dno jest muliste. W północno-wschodniej części jeziora znajduje się wyspa.

## Przyroda
Występujące gatunki ryb: wzdręga, leszcz, okoń, i szczupak. W łowisku są wszystkie ryby słodkowodne, ale przez niewłaściwe odławianie, ilość tych ryb jest niewielka.